# Phoenix Rising (Bluetech)
Phoenix Rising è il terzo album in studio di Bluetech. Fa parte di una serie di album dalle caratteristiche molto peculiari, ribattezzata "Somnia Series", dal nome dell'etichetta che li accomuna nella produzione. Questi album sono pubblicati in serie limitata a 777 copie, stampati con inchiostro di soia su carta riciclata, cuciti, sigillati in cera, firmati e numerati. La particolarità dell'album non si limita all'aspetto esterno. Lo stesso contenuto delle tracce punta verso una sperimentazione più marcata, pur rimanendo sostanzialmente fedele al filone principale delle produzioni di Bluetech. In traccia 3 e 7 si riconosce la cantante Alyssa Palmer.

## Tracce
1. My Dear Friend Kronos – 7:22
2. What The Night Reveals – 6:19
3. Kingdom Of The Blind (Third I Mix) – 5:21
4. A Delicate Mystery (New Life Mix) – 7:49
5. Riding The Sky Elevator – 7:56
6. Phoenix Rising – 8:54
7. Invocation (The Fire Within) – 7:14